# Vanja Brčić
| 11604 Novigrado | 21 de octubre de 1995 |

Vanja Brčić es un astrónomo aficionado croata.
Es un especialista en informática que dirige una empresa de informática y se dedica a la robótica. También colaboró en el telescopio robótico de Višnjan.
Junto con Željko Anderić, Korado Korlević, Damir Matković y Petar Radovan, Brčić contribuyó a la reactivación del observatorio en Višnjan luego de la crisis posterior a la desintegración de Yugoslavia.
El Centro de Planetas Menores le acredita el descubrimiento de dos asteroides en 1995, ambos descubiertos en colaboración con Korado Korlević.